# 千本座
千本座（せんぼんざ）は、かつて存在した日本の映画館である。正確な成立時期は不明であるが、京都府京都市上京区千本通一条上ル東側にあってもともと大野座（おおのざ）と呼ばれていた芝居小屋を牧野省三が1901年（明治34年）に買収して改称、同年9月に改めて開館した。1912年（大正元年）9月、日活に買収され、第二次世界大戦後の1950年（昭和25年）前後に千本日活館（せんぼんにっかつかん）と改称した。同館の館主であった牧野が、同館の俳優を使用して「日本初の時代劇映画」と呼ばれる『本能寺合戦』を製作・監督したことから、「劇映画発祥の地」として知られる。
同館の跡地の近隣に現存する映画館である千本日活（かつての五番街東宝）とは異なる。

## 沿革
- 明治時代 - 大野座として開館[2]
- 1901年9月 - 牧野省三が買収して千本座と改称[1][2][12]
- 1912年9月 - 日活が買収[2]
- 1950年前後 - 千本日活館と改称[2][13][14]
- 1963年6月 - 閉館
- 1964年 - 日活が売却[15]

## データ
- 所在地 : 京都府京都市上京区千本通一条上ル東側 泰童片原町665番地[10][11]
  - 現在の「ハイツ千本一条」および「無印良品千本（閉業）」の位置[16][17]

北緯35度1分37.23秒 東経135度44分33.4秒 / 北緯35.0270083度 東経135.742611度
- 経営 : 牧野省三 ⇒ 京都土地興行（日活） ⇒ 日活
- 構造 : 木造二階建
  - 日本造り、間口8間半（約15.45メートル）、奥行14間（約25.45メートル）、うち舞台奥行4間（約7.27メートル） - 1901年開館時[1]
- 観客定員数 : 1,200名（1927年[6]）、625名（1942年[10]・1943年[11]）

## 概要

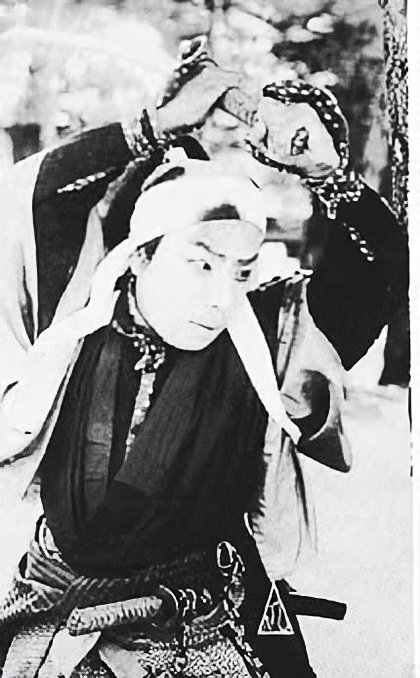
1910年（大正9年）に横田商会が製作、牧野省三が監督した『忠臣蔵』における尾上松之助。

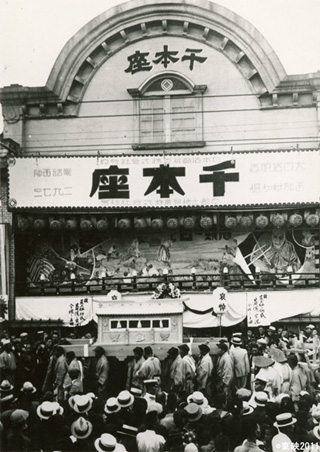
千本座の館前、1929年（昭和4年）8月1日に行われたマキノ省三葬儀当日の様子。当時はすでに日活の直営館であった。

### 牧野省三の時代
明治時代、正確な成立時期は不明であるが、京都府京都市上京区千本通一条上ル東側、泰童片原町665番地に大野座（おおのざ）と呼ばれていた芝居小屋が存在した。当初は、芝居小屋というよりも、上七軒の芸妓が出演する義太夫といった演芸を上演する演芸小屋の要素が強かった。同館は、隣接する牧野省三宅の敷地内にあったため、牧野とその母・牧野彌奈が1901年（明治34年）に買収してこれを改築、同年9月1日に改めて開場式が行われ、千本座として開館した。同館はもともと300坪もの大劇場であり、大改築の工事であったうえに、同年6月6日に新京極の常盤座が焼失、このために規制が厳しくなって数度の改築を余儀なくされた。
同館は、牧野が経営に乗り出した当初はひきつづき旧劇（歌舞伎）を上演し、西陣地区を代表する芝居小屋のひとつになった。のちに1,000本にものぼるサイレント映画に主演する「日本初の映画スター」になる尾上松之助は、1909年（明治42年）に牧野によって岡山で発見されたとされるが、1902年（明治35年）2月、1905年1月および同年2月に同館で公演を行っている記録が残っている。
1903年（明治36年）6月に京都に開業した横田商会は、同館でシネマトグラフの興行を行っていたが、同社の横田永之助が1908年（明治41年）に牧野に映画製作を依頼、牧野は同館に当時出演していた中村福之助、嵐璃徳を主演に『本能寺合戦』を製作・監督し、同作は同年9月17日に東京・神田の錦輝館で公開された。同作は「日本初の時代劇映画」と呼ばれる。翌年7月14日から数か月間、尾上松之助一座が同館で公演を行ったが、同年10月17日、公演中の松之助に、横田商会が製作する『碁盤忠信源氏礎』への主演を依頼、同館の裏にあった大超寺（のちに移転）の境内で撮影を行った。同作は東京・浅草公園六区の富士館で同年12月1日に公開された。

### 日活直営・常設館として
1912年（大正元年）9月10日、横田商会が他の4社と合併して日活を設立、このとき日活が同館を買収、映画常設館に業態を変更し、同社の直営館とした。1925年（大正14年）に発行された『日本映画年鑑 大正十三・四年』によれば、当時すでに西陣地区には、日活直営の同館のほか、東亜キネマ作品を興行する西陣帝国館（大宮通寺ノ内上ル）、帝国キネマ演芸作品を興行する大黒館（のちの西陣キネマ、千本通中立売上ル東入ル北側）、松竹キネマ作品を興行する第二八千代館（のちの西陣八千代館、千本通今出川）、同じく松竹キネマ作品を興行する日本座（三條大宮西入ル）の4館が存在していた。当時の同館の経営元は日活子会社の京都土地興行、代表者は日活社長の横田永之助、支配人は中川昇三郎、観客定員数は1,200名を誇った。
1926年（大正15年）9月11日、松之助が死去し、同月16日に日活が社葬を行い、堀川丸太町にあった松之助邸から棺が運び出され、同館の前を通り、日活大将軍撮影所に運び込まれた。同葬儀のドキュメンタリー映画は、『尾上松之助葬儀』（1926年）として公開された。
1929年（昭和4年）7月25日、牧野が死去し、同年8月1日にマキノ・プロダクション御室撮影所で告別式が行われたが、このとき、すでに日活のものであった同館の前から始まってかつての日活法華堂撮影所跡、次いで日活大将軍撮影所の前を通って、式場に遺骨が運び込まれている。同葬儀のドキュメンタリー映画は、『マキノ省三葬儀の実況』（1929年）として公開された。当時の西陣地区の映画館は、同館のほか、マキノ・プロダクションおよび東亜キネマの作品を興行する西陣帝国館（経営・太田彌三郎）、おなじくマキノ・プロダクションの作品を興行する西陣マキノキネマ（経営・牧野満男、のちの西陣キネマ）、松竹キネマおよび帝国キネマ演芸の作品を興行する西陣八千代館（経営・一立商店）および日本座（経営・小林久三郎）、東亜キネマの作品を興行する西陣弥生館（経営・太田彌三郎）および長久館（経営・寺田亀太郎）、帝国キネマ演芸の作品を興行する昭和館（経営・昭和キネマ）の7館が存在した。
1942年（昭和17年）には第二次世界大戦による戦時統制が敷かれ、日本におけるすべての映画が同年2月1日に設立された社団法人映画配給社の配給になり、すべての映画館が紅系・白系の2系統に組み入れられるが、『映画年鑑 昭和十七年版』には同館の興行系統については記述されていない。当時の同館の経営元は引き続き京都土地興行、支配人は神吉哲朗、観客定員数は625名に縮小していた。当時の西陣地区の映画館は、同館のほか、西陣帝国館（経営京都土地興行）、西陣キネマ（経営・佐々木規矩之助）、京都長久座（経営・松竹、かつての長久館）、昭和館（経営・松竹）、新興映画劇場（経営・大映、のちの西陣大映）、千船映画劇場（経営・原田喜盛）、堀川文化映画劇場（経営・五十棲彦一）、富貴映画劇場（経営・佐竹三吾、のちの大鉄映画劇場、経営・中谷勇吉）の8館が存在した。
戦後は、1950年（昭和25年）前後に千本日活館と改称している。1953年（昭和28年）に改称したという資料も存在するが、同年以前である1951年（昭和26年）に発行された『会社年鑑 1951』（日本経済新聞社）には、伏見日活館、福知山第一日活館等と並んですでに「千本日活館」として記載されており、1952年（昭和27年）に発行された『日活四十年史』も同様である。
1963年（昭和38年）6月、日活が当時の一連の資産売却の方針により閉館、翌年には博多日活劇場、名古屋日活劇場等とともに同館を売却した。売却先は田中不動産、売却額は3,990万円であった。跡地は改装されてコマストアー千本店、西友ストアーによる買収後は西友ストアー千本店（のちの関西西友千本店）になった。その後1985年（昭和60年）6月、鉄筋コンクリート9階建のマンション「ハイツ千本一条」に建替えられ、同マンションの1階には無印良品千本が入居していたが、2014年（平成26年）に閉業した。現在は、同地の前の街灯に「千本座跡地」のプレートが設置されている。
同館閉館後の西陣地区での日活の興行については、同館の閉館とともに西陣新地土地建物株式会社が経営する五番街東宝を千本日活と改称して引き継ぎ、その後経営が現在の宮崎興行に代り、現在に至る。2019年（令和元年）7月現在、千本日活は、同地区に残る最後の映画館となった。